# Nematoda

Caenorhabditis elegans, en movimiento.

Los nematodos (Nematoda, del griego νῆμα nema, "hilo", ειδής eidés u οιδος oídos, "con aspecto de"), también conocidos como nematelmintos, son un filo de vermes seudocelomados. Con más de 25 000 especies registradas y un número estimado mucho mayor, tal vez 100 000, forman el cuarto filo más grande del reino animal por lo que se refiere al número de especies.  Se conocen vulgarmente como gusanos redondos o gusanos cilíndricos debido a la forma de su cuerpo en un corte transversal.
Son gusanos extremadamente delgados, los cuales se instalan en el cuerpo, específicamente en los alrededores de los vasos sanguíneos. Los nematodos atacan y parasitan a todo el reino animal, pudiendo causar distintas enfermedades, aunque proliferan también en ambientes terrestres. Se distinguen de otros gusanos por ser seudocelomados, a diferencia de los anélidos que son celomados al igual que los animales superiores. Existen especies de vida libre, marinas, en el suelo, y especies parásitas de plantas y animales, incluyendo el ser humano. Son agentes causales de enfermedades de transmisión alimentaria y provocan dolencias como la triquinelosis, filariasis, anisakiasis, anquilostomiasis, ascariasis, estrongiloidiasis, toxocariasis, etc. Sin embargo, el número de especies que parasitan directamente al ser humano y las que parasitan plantas (nematodos fitoparásitos) son un grupo muy pequeño en comparación al número de especies del filo Nematoda.
En entornos terrestres, abundan hasta representar el 80 % de los animales pluricelulares, y este porcentaje se eleva a más del 90 % en el relieve oceánico. El dominio numérico de nematodos, a menudo con más que un millón de individuos por metro cuadrado, sumado a la diversidad de sus ciclos de vida y su presencia en tantos lugares apunta a que tengan un rol muy importante en muchos ecosistemas.
Nathan Augustus Cobb describió la ubicuidad de los nematodos en la tierra así:
Si borráramos toda la materia del universo con excepción de los nematodos, nuestro mundo seguiría siendo vagamente reconocible y si, convertidos en espíritus incorpóreos, pudiéramos investigarlo, hallaríamos sus montañas, colinas, valles, ríos, lagos y océanos representados por una capa de nematodos. Sería posible descifrar la ubicación de las poblaciones, ya que por cada aglomeración de seres humanos habría una aglomeración equivalente de nematodos. Los árboles seguirían en pie, formando hileras fantasmales que representarían nuestras calles y carreteras. La ubicación de cada planta y animal seguiría siendo descifrable y, si tuviéramos los conocimientos suficientes, en muchos casos hasta podríamos determinar de qué especie fueron al examinar los parásitos nematodos que tuvieron".

## Historia
En 1758 Linneo describió algunos géneros de nematodos (por ejemplo, Ascaris), luego incluidos en Vermes.
El nombre del grupo Nematoda, informalmente llamado "nematodos", proviene de Nematoidea, originalmente definido por Karl Rudolphi (1808), del griego antiguo νῆμα (nêma, nêmatos, 'hilo') y -eiδἠς (-eidēs, ' especies'). Burmeister los clasificó como familia en 1837.
En su origen, "Nematoidea" incluyó erróneamente a Nematodes y Nematomorpha, atribuidos por von Siebold (1843). Junto con Acanthocephala, Trematoda y Cestoidea, formó el grupo obsoleto Entozoa, creado por Rudolphi (1808). También fueron clasificados junto con Acanthocephala en el obsoleto  filo Nemathelminthes de Gegenbaur (1859).
Nathan Augustus Cobb, nematólogo que describió mil especies de nematodos, los clasificó en 1919 como el filo Nemata; luego se los consideró una clase, Nematoda, dentro del filo Aschelminthes, pero actualmente se ha vuelto a restablecer su rango de filo. Aschelminthes incluía —además de Nematoda— a Rotifera, Priapulida, Gastrotricha, Kinorhyncha, y Nematomorpha e inclusive para algunos a Entoprocta. Varios de estos grupos ya no se consideran relacionados entre sí y han sido promovidos a filo. En cambio, estudios recientes indican que los nematodos sí estarían relacionados con los artrópodos y los priapúlidos en un superfilo Ecdysozoa (animales que mudan).
En 1861 K. M. Diesing trató al grupo como orden. En 1877, el taxón Nematoidea, incluida la familia Gordiidae (gusanos de la crin de caballo), fue ascendido al rango de filo por Ray Lankester. La primera distinción clara entre ellos fue realizada por Vejdovsky cuando nombró el orden Nematomorpha para contener los gusanos de crin de caballo. En 1919 Nathan Cobb propuso que los nematodos deberían reconocerse solos como filo. Argumentó que deberían llamarse "nema" en inglés en lugar de "nematodes" y definió el taxón Nemates (posteriormente modificado como Nemata, plural latino de nema), enumerando Nematoidea sensu restricto como sinónimo.
Sin embargo, en 1910, Grobben propuso el filo Aschelminthes y los nematodos se incluyeron en la clase Nematoda junto con la clase Rotifera, la clase Gastrotricha, la clase Kinorhyncha, la clase Priapulida y la clase Nematomorpha (el filo fue posteriormente revivido y modificado por Libbie Henrietta Hyman en 1951 como Pseudoceolomata, pero siguió siendo similar). En 1932, Potts elevó la clase Nematoda al nivel de filo, dejando el mismo nombre. A pesar de que la clasificación de Potts es equivalente a la de Cobbs, se han utilizado ambos nombres (y todavía se utilizan en la actualidad) y Nematoda se convirtió en un término popular en la ciencia zoológica.
Dado que Cobb fue el primero en incluir nematodos en un filo particular separado de Nematomorpha, algunos investigadores consideran que el nombre de taxón válido es Nemates o Nemata, en lugar de Nematoda, debido a la regla zoológica que da prioridad al primer término utilizado en caso de sinónimos.

## Características
Los nematodos incluyen especies tanto de vida libre (monoxenos, metabólicamente independientes de un hospedador) como parásitos (metabólicamente dependientes de un hospedador para continuar su ciclo de vida). Existe una gran diversidad de especies. Miden desde menos de 1 mm a 50 cm de largo e incluso más. La hembra de la especie Placentonema gigantissima llega a alcanzar los 8 metros y 2,5 centímetros de diámetro, siendo el nematodo más grande conocido; parasita la placenta de los cachalotes y posee 32 ovarios.

### Morfología
Los nematodos son gusanos redondos, tienen el cuerpo alargado, cilíndrico y no segmentado, con simetría bilateral. Con frecuencia, el macho tiene un extremo posterior curvado o helicoidal con espículas copulatorias y, en algunas especies, una bolsa caudal denominada bursa. El extremo anterior del adulto puede tener ganchillos orales, dientes, o placas en la cápsula bucal, que sirven para la unión a tejidos, y pequeñas proyecciones de la superficie corporal conocidas como cerdas o papilas, que se cree que son de naturaleza sensitiva. Se denominan anfidios, fasmidios o deiridios según la porción del cuerpo donde se localicen.
|  | 1: abertura bucal; 2: intestino; 3: abertura cloacal; 4: órgano excretor; 5: testículo; 6: anillo nervioso perifaríngeo; 7: cordón nervioso dorsal; 8: cordón nervioso ventral; 9: poro excretor |

La superficie exterior del gusano adulto es muy resistente y se denomina cutícula, de composición escleroproteica, normalmente lisa, aunque existen algunas especies con estriaciones o rugosidades cuticulares. Bajo la cutícula se encuentran varias capas musculares y un espacio compuesto de líquido que funciona como un esqueleto hidrostático llamado seudocele, el cual favorece la distribución de nutrientes y la recolección de productos de excreción y en el cual también se encuentran las gónadas. Todos los órganos “flotan” dentro de este líquido. Los sistemas de órganos internos consisten en un complejo cordón nervioso (ganglios conectados alrededor del esófago) y un sistema digestivo bien desarrollado con cápsula bucal (donde se encuentran los ya mencionados ganchos, dientes, placas o papilas), esófago, intestino y ano. No tienen sistema circulatorio, de manera que para mover el líquido interno deben mover el cuerpo para hacer presión hidrostática. Las diferentes especies varían de tamaño, desde unos cuantos milímetros (como el Strongyloides stercoralis) hasta más de un metro de longitud (Dracunculus medinensis, por ejemplo), e incluso más.

### Fisiología

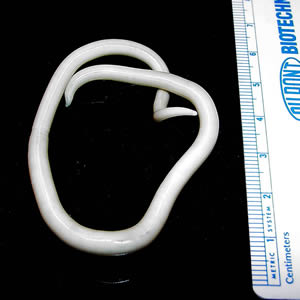
Ascaris lumbricoides.

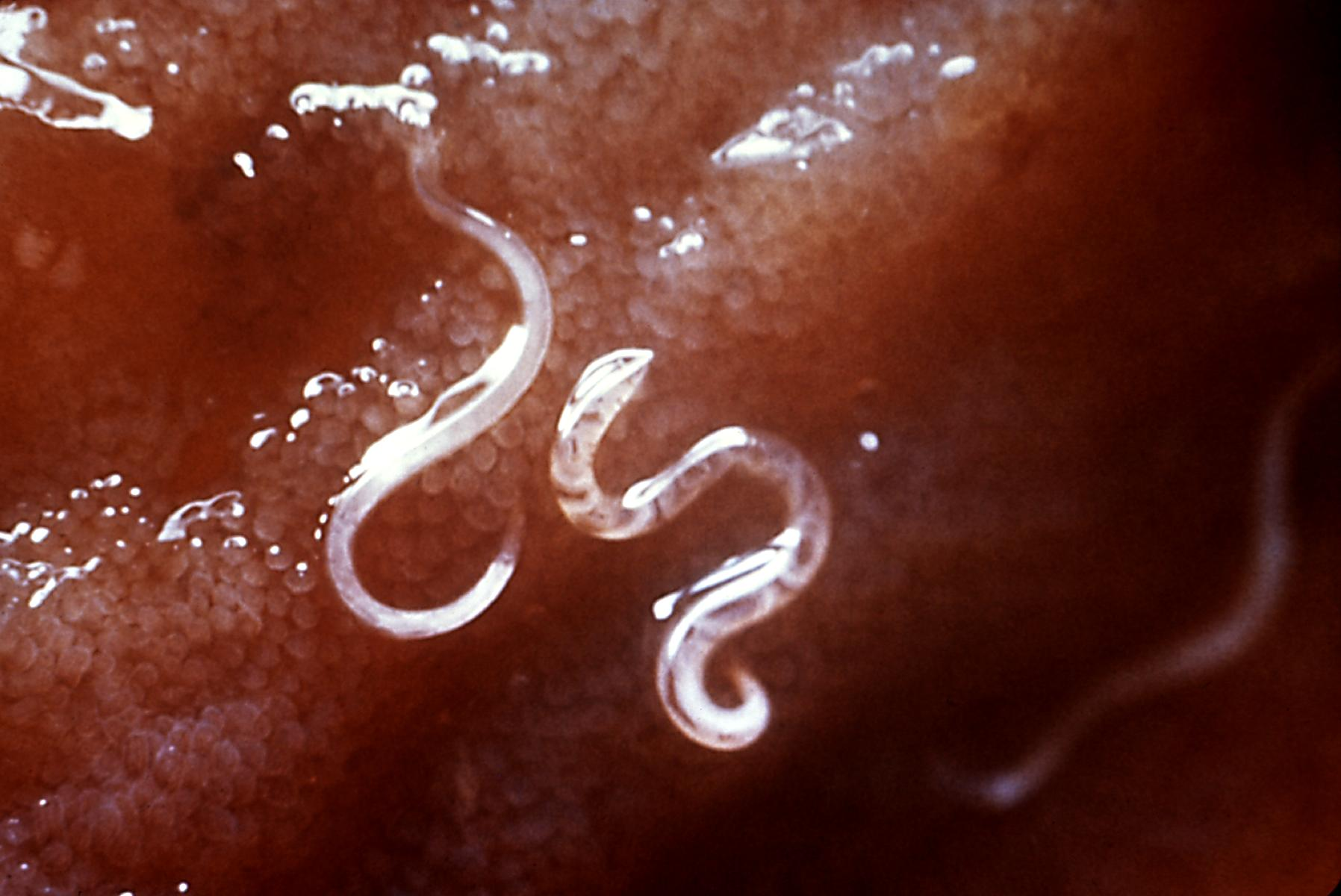
Ancylostoma caninum, anclado en la mucosa intestinal.

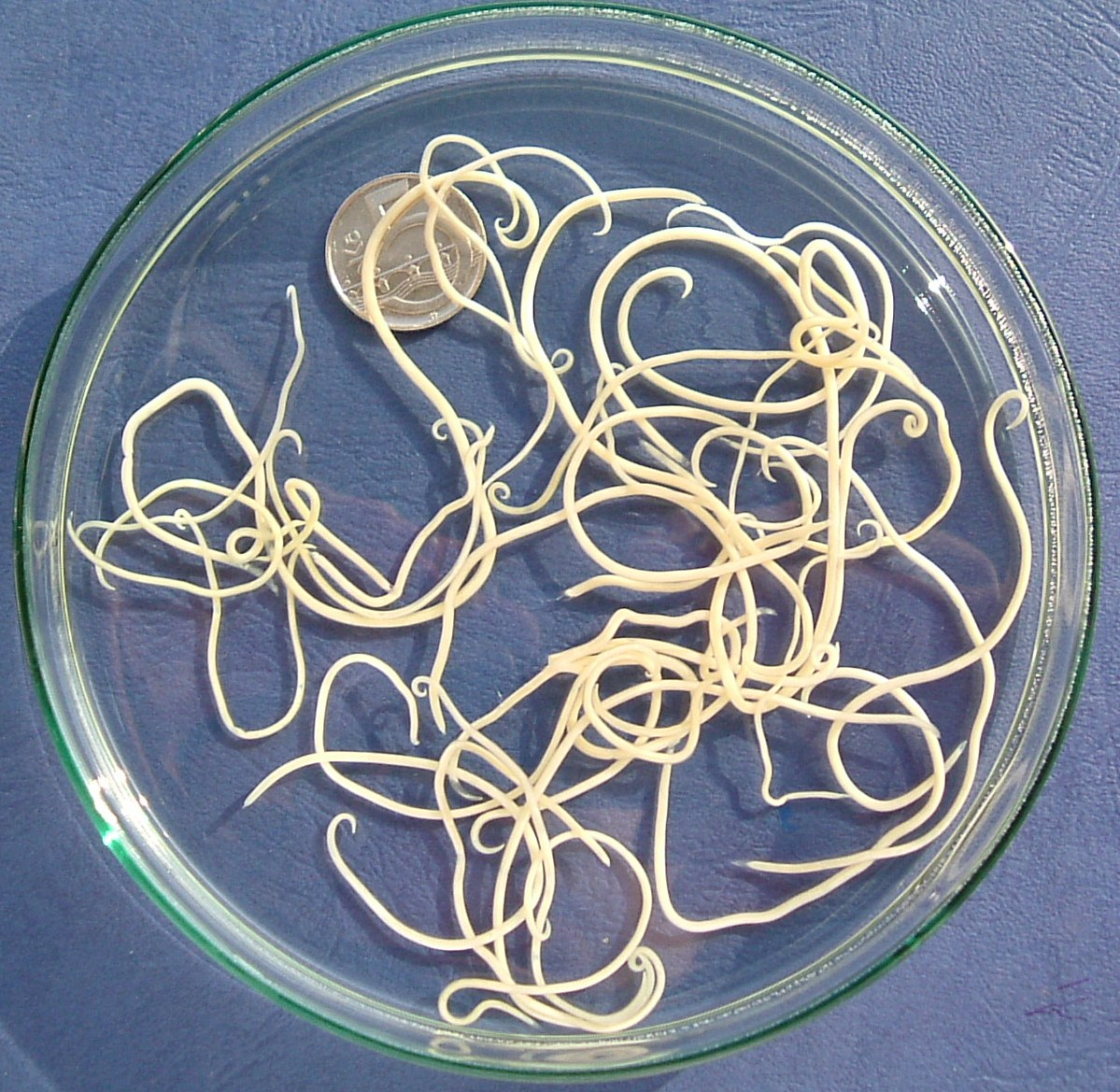
Toxocara canis.

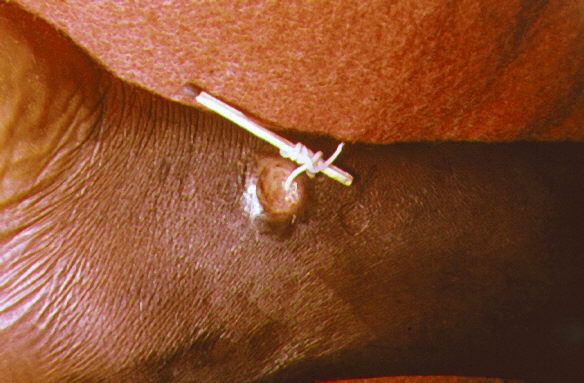
Dracunculus medinensis siendo extraído a través de la piel.

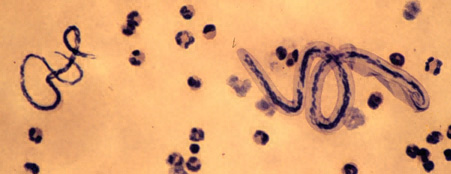
Loa loa (derecha) y Mansonella perstans (izquierda).

La curva de su crecimiento es logarítmica. Su longevidad es variable, desde 1 mes hasta más de 10 años. Algunas especies presentan mecanismos de resistencia a condiciones adversas. Recurren a un tipo de inhibición larvaria conocida como hipobiosis. La anhidrobiosis, por ejemplo, en Ditylenchus dipsaci (nematodo del ajo y de los tallos), le permite sobrevivir durante años en una condición de sequedad.
Los nematodos carecen de órganos respiratorios diferenciados. Los adultos que viven como parásitos intestinales son principalmente anaerobios, en ellos falta el ciclo de Krebs y el sistema de citocromos, pero todos pueden utilizar el oxígeno si está disponible. Algunos nematodos de vida libre y los estados libres de algunos parásitos, son aerobios obligados, y, por lo tanto, poseen ciclo de Krebs y citocromos,[cita requerida] no poseen sistema respiratorio bien desarrollado.

### Reproducción y órganos sexuales
La reproducción es variable. Se reproducen tanto por embriogénesis (cuando son menores o en estado de larva se dividen en varios organismos) que es un tipo de reproducción por fragmentación, o partenogénesis (cuando nace un cigoto sin la intervención del espermatozoide) como por reproducción sexual. Los sexos están casi siempre separados; en general los machos son más pequeños que las hembras. Los órganos reproductores son en proporción muy grandes y complejos. En el macho están formados por testículos, vasos deferentes, vesícula seminal y conducto eyaculatorio. Presentan unas espículas como órganos copulatorios, a veces con una bursa o bolsa que le ayuda en la copulación además de órganos accesorios como el gubernáculo. Los órganos reproductores de la hembra constan de ovarios, oviducto, receptáculo seminal, útero y vagina. La cópula así como la fecundación es interna. La hembra puede producir desde varios cientos hasta millones de huevos. Por lo general, la fecundidad es proporcional a la complejidad del ciclo de vida del parásito.
Existen algunos pocos Nematodos terrestres que son hermafroditas o partenogenéticos. Hay casos en que se desconocen los machos aunque podría haber, pero muy pocos. Las especies hermafroditas son protándricas, es decir los órganos masculinos y los espermatozoides se desarrollan antes que los órganos femeninos y los óvulos. Hay especies hermafroditas androdioecia en donde solo existen muy pocos machos y hermafroditas. En ellas existe un ovotestículo y en general se autofecundan. Un ejemplo claro son algunas especies de la familia Rhabditidae (orden: Rhabditida). Los espermatozoides se desarrollan primero y son almacenados en las vesículas seminales. La autofecundación ocurre después de la formación y maduración de los óvulos. Periódicamente surge un pequeño número de machos que fecundan cruzadamente a los hermafroditas.

### Ciclo biológico
En los nematodos se pueden encontrar dos tipos de ciclo de vida:
- Ciclo directo: Cuando las formas preparasitarias se encuentran libres en el ambiente, su desarrollo es dentro del huevo o al salir de él.

- Ciclo indirecto: Cuando las larvas infectivas se desarrollan hasta la etapa infectiva en el interior del huésped intermediario; con la intermediación de otros huéspedes siendo en ocasiones él mismo.

### Sistema digestivo
La boca con sus labios y el posterior tubo bucal revestido de cutícula (estomodeo) son muy variables y dependen de la alimentación que tenga cada especie. Pueden poseer dientes, estiletes, placas mandibulares, etc. La faringe, situada por detrás del tubo bucal, es tubular, con el espacio interior en forma de triángulo y muy estrecho
La faringe se mantiene cerrada debido a la elevada presión del líquido seudocelomático de su alrededor. Para abrirla y permitir el paso del alimento actúan los músculos de la faringe, dispuestos radialmente a ella, generando ondas de contracción que permiten su abertura en toda su longitud. Al relajarse, la faringe vuelve a cerrarse. Algunas especies, además de los músculos radiales, también contienen esfínteres faríngeos, muy variables en número y disposición según los hábitos alimenticios.
Después de la faringe se encuentra el intestino, comunicados por un esfínter faringointestinal. También existe un esfínter entre el intestino y el recto (intestinorectal) que desemboca en un ano, simple en las hembras y con cloaca en los machos. El alimento pasa por el intestino mediante el empuje de los que llegan por la faringe. El recto está recubierto de cutícula, por lo que forma un proctodeo.

#### Alimentación
Las diferentes especies de nematodos han evolucionado en diversas adaptaciones alimenticias. En el caso de las especies zooparásitas (parásitos de animales) tenemos:
- Aspiración: por ejemplo, en la ingestión de sangre por Ancylostoma spp.
- Absorción de tejidos destruidos: como en el caso de los gusanos incrustados de la especie Trichuris trichiura.
- Absorción de contenido intestinal: clásico de Ascaris spp.
- Absorción de nutrientes de líquidos corporales: técnica de las filarias.

Las especies fitoparásitas (parásitas de plantas) poseen un órgano denominado “estilete” con la cual puncionan y se alimentan frecuentemente del tejido de la raíz, particularmente de los vasos conductores, aunque algunos pueden alimentarse de otros tejidos de la planta.
Los nematodos depredadores de otros nematodos poseen una boca o cavidad denominada “estoma”, que le permite asir firmemente a su presa y succionarle el líquido interno.

## Filogenia
Las relaciones filogenéticas de los nematodos y sus parientes cercanos entre los metazoos protostomados están sin resolver. Tradicionalmente, se consideraba que eran un linaje propio, pero en la década de 1990 se propuso que formaran el grupo Ecdysozoa junto con animales en proceso de muda, como los artrópodos. La identidad de los parientes vivos más cercanos de Nematoda siempre se ha considerado bien resuelta. Los caracteres morfológicos y las filogenias moleculares concuerdan con la ubicación de los gusanos redondos como taxón hermano del parásito Nematomorpha; juntos, forman el Nematoida. Junto con Scalidophora (antes Cephalorhyncha), los Nematoida forman el clado Cycloneuralia, pero hay mucho desacuerdo entre los datos morfológicos y moleculares disponibles. A menudo se clasifican en el superfilo Cycloneuralia o Introverta, dependiendo de la validez del primero.

El siguiente cladograma está basado en Tree of Life y muestra las relaciones entre los diferentes órdenes de nematodos:
|  | \| \| Triplonchida \| \| \| \| \| \| Dorylaimida \| \| \| \| |
|  |                                                              |
|  | Trichocephalida                                              |
|  |                                                              |
|  | Mermithida                                                   |
|  |                                                              |
|  | Mononchida                                                   |
|  |                                                              |
|  | Triplonchida                                                 |
|  |                                                              |
|  | Dorylaimida                                                  |
|  |                                                              |

|  | Triplonchida |
|  |              |
|  | Dorylaimida  |
|  |              |

|  | \| \| Triplonchida \| \| \| \| \| \| Dorylaimida \| \| \| \| |
|  |                                                              |
|  | Trichocephalida                                              |
|  |                                                              |
|  | Mermithida                                                   |
|  |                                                              |
|  | Mononchida                                                   |
|  |                                                              |
|  | Triplonchida                                                 |
|  |                                                              |
|  | Dorylaimida                                                  |
|  |                                                              |

|  | Triplonchida |
|  |              |
|  | Dorylaimida  |
|  |              |

|  | Monhysterida |
|  |              |
|  | Chromadorida |
|  |              |

|  | \| \| Triplonchida \| \| \| \| \| \| Dorylaimida \| \| \| \| |
|  |                                                              |
|  | Trichocephalida                                              |
|  |                                                              |
|  | Mermithida                                                   |
|  |                                                              |
|  | Mononchida                                                   |
|  |                                                              |
|  | Triplonchida                                                 |
|  |                                                              |
|  | Dorylaimida                                                  |
|  |                                                              |

|  | Triplonchida |
|  |              |
|  | Dorylaimida  |
|  |              |

|  | \| \| Triplonchida \| \| \| \| \| \| Dorylaimida \| \| \| \| |
|  |                                                              |
|  | Trichocephalida                                              |
|  |                                                              |
|  | Mermithida                                                   |
|  |                                                              |
|  | Mononchida                                                   |
|  |                                                              |
|  | Triplonchida                                                 |
|  |                                                              |
|  | Dorylaimida                                                  |
|  |                                                              |

|  | Triplonchida |
|  |              |
|  | Dorylaimida  |
|  |              |

|  | Monhysterida |
|  |              |
|  | Chromadorida |
|  |              |

|  | Rhigonematida |
|  |               |
|  | Oxyurida      |
|  |               |

|  | Ascaridida |
|  |            |
|  | Spirurida  |
|  |            |

|  | \| \| Tylenchida \| \| \| \| \| \| Aphelenchida \| \| \| \| |
|  |                                                             |
|  | Diplogasterida                                              |
|  |                                                             |
|  | Tylenchida                                                  |
|  |                                                             |
|  | Aphelenchida                                                |
|  |                                                             |

|  | Tylenchida   |
|  |              |
|  | Aphelenchida |
|  |              |

|  | \| \| Tylenchida \| \| \| \| \| \| Aphelenchida \| \| \| \| |
|  |                                                             |
|  | Diplogasterida                                              |
|  |                                                             |
|  | Tylenchida                                                  |
|  |                                                             |
|  | Aphelenchida                                                |
|  |                                                             |

|  | Tylenchida   |
|  |              |
|  | Aphelenchida |
|  |              |

|  | Rhigonematida |
|  |               |
|  | Oxyurida      |
|  |               |

|  | Ascaridida |
|  |            |
|  | Spirurida  |
|  |            |

|  | \| \| Tylenchida \| \| \| \| \| \| Aphelenchida \| \| \| \| |
|  |                                                             |
|  | Diplogasterida                                              |
|  |                                                             |
|  | Tylenchida                                                  |
|  |                                                             |
|  | Aphelenchida                                                |
|  |                                                             |

|  | Tylenchida   |
|  |              |
|  | Aphelenchida |
|  |              |

|  | \| \| Tylenchida \| \| \| \| \| \| Aphelenchida \| \| \| \| |
|  |                                                             |
|  | Diplogasterida                                              |
|  |                                                             |
|  | Tylenchida                                                  |
|  |                                                             |
|  | Aphelenchida                                                |
|  |                                                             |

|  | Tylenchida   |
|  |              |
|  | Aphelenchida |
|  |              |

|  | \| \| Triplonchida \| \| \| \| \| \| Dorylaimida \| \| \| \| |
|  |                                                              |
|  | Trichocephalida                                              |
|  |                                                              |
|  | Mermithida                                                   |
|  |                                                              |
|  | Mononchida                                                   |
|  |                                                              |
|  | Triplonchida                                                 |
|  |                                                              |
|  | Dorylaimida                                                  |
|  |                                                              |

|  | Triplonchida |
|  |              |
|  | Dorylaimida  |
|  |              |

|  | \| \| Triplonchida \| \| \| \| \| \| Dorylaimida \| \| \| \| |
|  |                                                              |
|  | Trichocephalida                                              |
|  |                                                              |
|  | Mermithida                                                   |
|  |                                                              |
|  | Mononchida                                                   |
|  |                                                              |
|  | Triplonchida                                                 |
|  |                                                              |
|  | Dorylaimida                                                  |
|  |                                                              |

|  | Triplonchida |
|  |              |
|  | Dorylaimida  |
|  |              |

|  | Monhysterida |
|  |              |
|  | Chromadorida |
|  |              |

|  | \| \| Triplonchida \| \| \| \| \| \| Dorylaimida \| \| \| \| |
|  |                                                              |
|  | Trichocephalida                                              |
|  |                                                              |
|  | Mermithida                                                   |
|  |                                                              |
|  | Mononchida                                                   |
|  |                                                              |
|  | Triplonchida                                                 |
|  |                                                              |
|  | Dorylaimida                                                  |
|  |                                                              |

|  | Triplonchida |
|  |              |
|  | Dorylaimida  |
|  |              |

|  | \| \| Triplonchida \| \| \| \| \| \| Dorylaimida \| \| \| \| |
|  |                                                              |
|  | Trichocephalida                                              |
|  |                                                              |
|  | Mermithida                                                   |
|  |                                                              |
|  | Mononchida                                                   |
|  |                                                              |
|  | Triplonchida                                                 |
|  |                                                              |
|  | Dorylaimida                                                  |
|  |                                                              |

|  | Triplonchida |
|  |              |
|  | Dorylaimida  |
|  |              |

|  | Monhysterida |
|  |              |
|  | Chromadorida |
|  |              |

|  | Rhigonematida |
|  |               |
|  | Oxyurida      |
|  |               |

|  | Ascaridida |
|  |            |
|  | Spirurida  |
|  |            |

|  | \| \| Tylenchida \| \| \| \| \| \| Aphelenchida \| \| \| \| |
|  |                                                             |
|  | Diplogasterida                                              |
|  |                                                             |
|  | Tylenchida                                                  |
|  |                                                             |
|  | Aphelenchida                                                |
|  |                                                             |

|  | Tylenchida   |
|  |              |
|  | Aphelenchida |
|  |              |

|  | \| \| Tylenchida \| \| \| \| \| \| Aphelenchida \| \| \| \| |
|  |                                                             |
|  | Diplogasterida                                              |
|  |                                                             |
|  | Tylenchida                                                  |
|  |                                                             |
|  | Aphelenchida                                                |
|  |                                                             |

|  | Tylenchida   |
|  |              |
|  | Aphelenchida |
|  |              |

|  | Rhigonematida |
|  |               |
|  | Oxyurida      |
|  |               |

|  | Ascaridida |
|  |            |
|  | Spirurida  |
|  |            |

|  | \| \| Tylenchida \| \| \| \| \| \| Aphelenchida \| \| \| \| |
|  |                                                             |
|  | Diplogasterida                                              |
|  |                                                             |
|  | Tylenchida                                                  |
|  |                                                             |
|  | Aphelenchida                                                |
|  |                                                             |

|  | Tylenchida   |
|  |              |
|  | Aphelenchida |
|  |              |

|  | \| \| Tylenchida \| \| \| \| \| \| Aphelenchida \| \| \| \| |
|  |                                                             |
|  | Diplogasterida                                              |
|  |                                                             |
|  | Tylenchida                                                  |
|  |                                                             |
|  | Aphelenchida                                                |
|  |                                                             |

|  | Tylenchida   |
|  |              |
|  | Aphelenchida |
|  |              |

## Taxonomía

### Clasificación clásica basada en la morfología
Los nematodos se han subdividido de modo tradicional en dos clases, Adenophorea y Secernentea. Los criterios para su separación y para la definición de las subclases y órdenes que incluyen son morfológicos.
Clase Adenophorea
- Subclase Enoplia

Orden Enoplida
Orden Isolaimida
Orden Mononchida
Orden Dorylaimida
Orden Stichosomida
Orden Triplonchida
- Subclase Chromadoria

Orden Araeolaimida
Orden Chromadorida
Orden Desmoscolecida
Orden Desmodorida
Orden Monhysterida
Clase Secernentea
- Subclase Rhabditia

Orden Rhabditida
Orden Strongylida
- Subclase Spiruria

Orden Spirurida
Orden Ascaridida
Orden Camallanida
Orden Drilonematida
- Subclase Diplogasteria

Orden Diplogasterida
Orden Tylenchida

### Clasificación basada en datos moleculares
Los recientes estudios basados en análisis de los genes que codifican el ARN de la subunidad pequeña del los ribosomas, arrojan resultados muy diferentes:
Clase Enoplea
- Subclase Enoplia

Orden Enoplida
Orden Triplonchida
- Subclase Dorylaimia

Orden Dorylaimida
Orden Mermithida
Orden Mononchida
Orden Dioctophymatida
Orden Trichinellida
Orden Isolaimida
Orden Muspiceida
Orden Marimermithida
Clase Chromadorea
- Subclase Chromadoria

Orden Rhabditida
Orden Plectida
Orden Araeolaimida
Orden Monhysterida
Orden Desmodorida
Orden Desmoscolecida
Orden Chromadorida

## Epidemiología
Varios nematodos intestinales causan enfermedades que afectan a los seres humanos, como ascariasis, tricuriasis y anquilostomiasis. Los nematodos filariales causan filariasis.

### Nematodos parásitos de plantas
Los nematodos parásitos de plantas o fitoparásitos pueden clasificarse según el tipo de parasitismo que ejercen sobre sus huéspedes. Así tenemos:
- Endoparásitos. El adulto penetra totalmente en la planta, los huevos se desarrollan dentro y sólo las formas juveniles salen al exterior liberándose al morir la planta. Se alimentan por sincitios alimenticios. Ejemplos: Meloidogyne.
- Semiendoparásitos. El adulto se fija profundamente a la planta hospedadora, dejando parte del cuerpo expuesto al exterior. La puesta se libera al suelo al eclosionar. Se alimentan por sincitios alimenticios. Ejemplos: Heterodera, Globodera, Pratylenchus.
- Ectoparásitos sedentarios. Introducen solo la cabeza en la planta, no suelen desprenderse salvo para la reproducción. Realizan la puesta directamente en el suelo. Ejemplos: Paratylenchus, Ratylenchus.
- Ectoparásitos migradores, pueden ser asimilados a nematodos de vida libre con alimentación fitófaga. Sólo introducen en la planta el estilete. Algunos forman "sincitios alimenticios". Ejemplos: Xiphinema, Trichodorus.

En numerosos géneros se desconoce el tipo de parasitismo, como por ejemplo en Ditylenchus, Criconemella (Mesocriconema), Helicotylechus, Longidorus,  Paratrichodorus Belonolaimus, Radopholus.
Todas las especies fitoparásitas de nematodos poseen estilete, lo que ayuda a diferenciarlas de las especies que pueden resultar beneficiosas. Existen, sin embargo, especies que poseen estilete y no son fitoparásitas, como el caso del género Tylenchus, el cual es fungívoro.

### Nematodos parásitos de animales

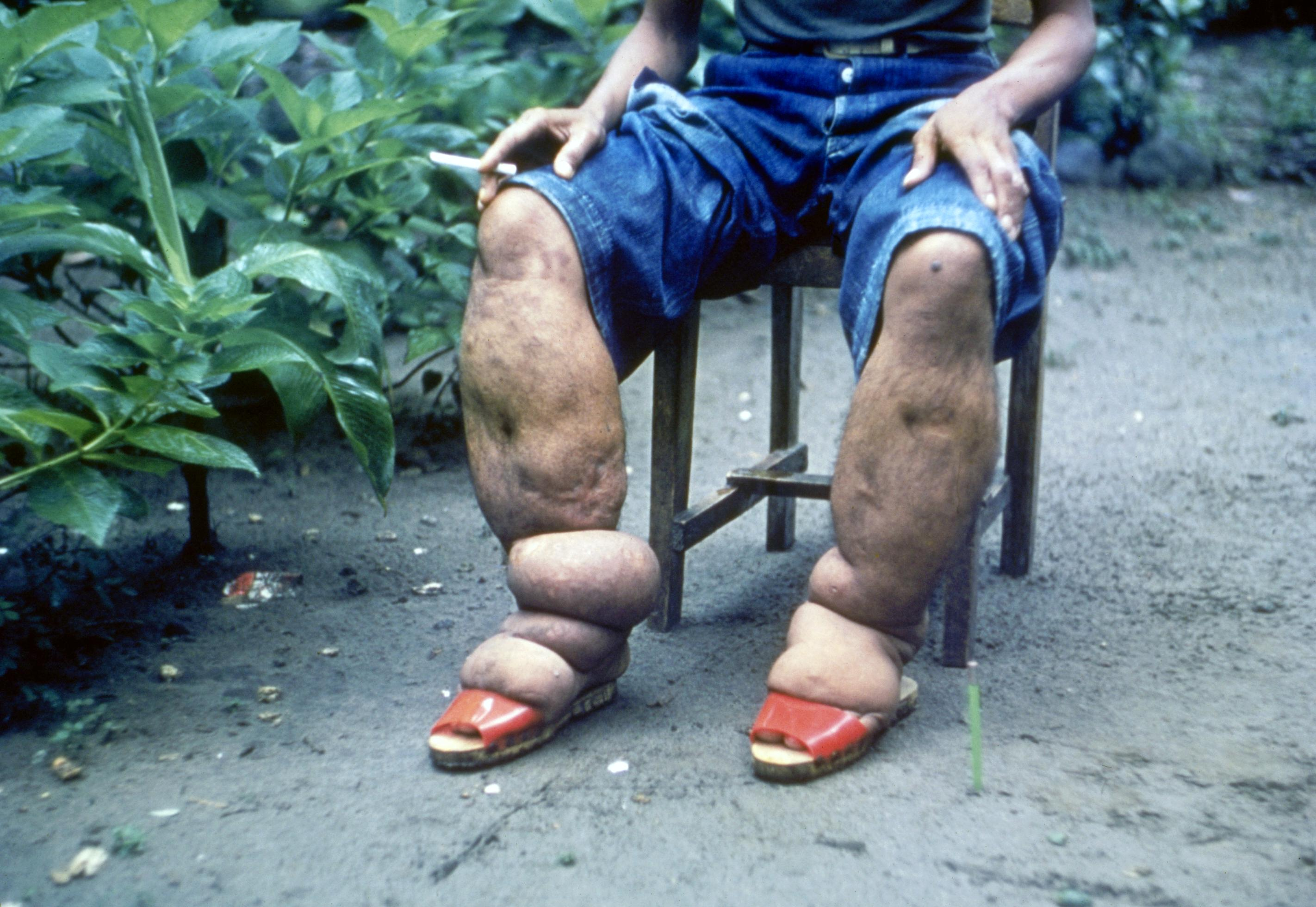
Elefantiasis producida por filarias.

#### Nematodos intestinales
- Ascaris lumbricoides
- Trichuris trichiura
- Ancylostoma duodenale
- Necator americanus
- Strongyloides stercoralis
- Anisakis
- Enterobius

#### Nematodos tisulares
- Trichinella spiralis
- Ancylostoma
- Toxocara

### Enfermedades humanas causadas por nematodos
- Anisakiasis - Anisakis
- Anquilostomiasis - Ancylostoma duodenale y Necator americanus
- Ascariasis - Ascaris
- Dracunculiasis - Dracunculus medinensis
- Enterobiasis - Enterobius vermicularis
- Estrongiloidiasis - Strongyloides
- Filariasis - Filarioidea
- Oncocercosis - Onchocerca volvulus
- Toxocariasis - Toxocara
- Triquinosis - Trichinella

## Nematodos de vida libre y benéficos para el ser humano
Se incluyen aquellos nematodos que no son fitoparásitos, ni zooparásitos que afecten al humano o animales domésticos. Quizás son el grupo mayoritario dentro del Phylum Nematoda. Se encuentran representados nematodos saprófagos, fungívoros, bacteriófagos, depredadores, entomopatógenos, etc., abarcando ambientes acuáticos y terrestres.

### Nematodos entomopatógenos
Este grupo de nematodos se caracteriza por poseer bacterias en el esófago, las cuales puede transmitir a insectos, causándoles la muerte, por ejemplo los géneros Steinernema y Heterorhabditis. Las bacterias involucradas que se han identificado son del género Xenorhabdus y Photorhabdus. Este tipo de nematodos tienen importancia desde el punto de vista del control biológico.

## Ecología del suelo
Aproximadamente el 90 % de los nematodos residen en los 15 cm superiores del suelo. Los nematodos no descomponen la materia orgánica, sino que son organismos parásitos y de vida libre que se alimentan de material vivo. Los nematodos pueden regular eficazmente la población y la composición de la comunidad bacteriana: pueden comer hasta 5000 bacterias por minuto. Además, los nematodos pueden desempeñar un papel importante en el ciclo del nitrógeno a través de su mineralización.
Un grupo de hongos carnívoros, los hongos nematófagos, son depredadores de los nematodos del suelo. Establecen señuelos para los nematodos en forma de lazos o estructuras adhesivas.

## Genoma

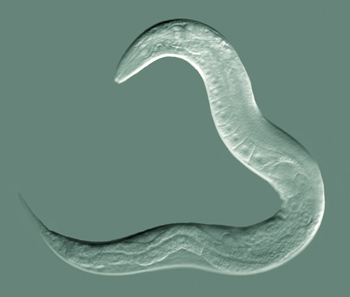
Nemátodo de la especie Caenorhabditis elegans (adulto, hermafrodita).

El nematodo Caenorhabditis elegans fue el primer organismo de cuyo genoma se obtuvo un mapa completo, incluso antes de completarse el proyecto Genoma Humano.
Estos gusanos, utilizados en un proyecto de investigación en curso realizado en la misión STS-107 del transbordador espacial Columbia en 2003, sobrevivieron a la desintegración por reentrada. Se cree que es la primera forma de vida conocida que sobrevive a un descenso atmosférico a la superficie de la Tierra prácticamente sin protección.